# Beyond Budgeting
Beyond Budgeting  (cuya traducción es "Más Allá del Presupuesto" y es también llamado "Código Beta" en los últimos tiempos), es una iniciativa de investigación iniciada en Inglaterra en 1998 y un modelo de gestión para organizaciones de todo tipo "más allá del control y la orientación". Se entiende como una alternativa al modelo organizativo taylorista, burocrático-jerárquico y se define mediante 12 principios rectores. El modelo se desarrolló a partir de investigaciones basadas en estudios de casos y teorías entre 1998 y aproximadamente 2002. Hasta la fecha, la Beyond Budgeting Round Table (Mesa Redonda sobre Beyond Budgeting) o BBRT, por sus siglas en inglés) cuenta con el apoyo de una comunidad de miembros de 4 continentes.  

## Comparación con modelos de procedimientos conocidos.
Beyond Budgeting es una alternativa a las formas tradicionales de gestión, tales como el sistema de gestión de la típica organización piramidal, dividida funcional y jerárquicamente. Los 12 principios de Beyond Budgeting describen cómo las organizaciones pueden pasar de una estructura piramidal funcional a una estructura de red "radicalmente descentralizada" y funcionalmente integrada. Los iniciadores del movimiento Beyond Budgeting ya han encontrado varias organizaciones con tales estructuras, que sirven como casos de estudio exitosos y reales. Teóricamente, Beyond Budgeting hace uso de la teoría de sistemas, cibernética, teoría del caos y conceptos como la organización de aprendizaje. 
Una de las primeras organizaciones identificadas como Beyond Budgeting es el banco sueco Handelsbanken, que experimentó un proceso de cambio radical en la década de 1970. Handelsbanken fue una de las aproximadamente 25 organizaciones visitadas por los directores de BBRT durante la fase de desarrollo del modelo Beyond Budgeting y presentada como caso de estudio. Otras empresas mencionadas en este estudio de casos fueron AES (EE. UU.), Schneider Electric, Ikea, Borealis y Guardian Industries. A partir de la investigación basada en estudios de caso, se derivó gradualmente un modelo basado en principios, que incluye las características comunes de las distintas empresas. Las publicaciones de BBRT entre 1997 y 2002 documentan este trabajo de investigación y desarrollo. El conjunto definitivo de 12 principios cristalizó entre 2001 y 2002. Se agregaron otros estudios de caso en la segunda fase de investigación, incluida la compañía alemana dm-drogerie markt, que a principios de la década de 1990 abandonó la administración clásica, el presupuesto, los planes anuales y los contratos de desempeño fijo y el monitoreo del cumplimiento. Otras compañías pioneras identificadas y exploradas en varias publicaciones de Beyond Budgeting incluyen Aldi, Southwest Airlines, Toyota, WL Gore, Google, Egon Zehnder International, Trisa y otras. 
El término Beyond Budgeting se refiere a un paradigma. Al mismo tiempo, Beyond Budgeting es un movimiento, apoyado por una organización de miembros llamada Beyond Budgeting Round Table (BBRT). Una característica clave de Beyond Budgeting, como paradigma, es que define principios que van en contra de la administración tradicional basada en principios tayloristas. A diferencia de otros conceptos de administración, Beyond Budgeting no es una herramienta ni una solución estándar. Más bien describe un modelo en el sentido sistémico y al mismo tiempo una forma de pensar. 
La mesa redonda Beyond Budgeting fue fundada en 1998 por Robin Fraser, Jeremy Hope y Peter Bunce, como un grupo de trabajo dentro de la asociación de la industria CAM-I (Consortium of Advanced Management, International). En 2001, BBRT se convirtió en una organización independiente sin ánimo de lucro independiente de CAM-I. 
El procedimiento se basa en un conjunto de principios mutuamente interdependientes. Estos principios contrastan con el modelo de gestión implícito y explícito que Frederick W. Taylor y otros denominan "tradicional", a menudo denominado como Command and Control (órdenes y control). En Beyond Budgeting, se han definido doce principios que se han identificado con base en investigaciones basadas en estudios de casos desde 1998 y que se consideran importantes para el éxito de una organización en entornos dinámicos y no lineales. En 2001, la BBRT dividió estos principios en seis principios para la gestión del liderazgo y los otros seis para la gestión del desempeño. 

### Principios para el liderazgo
- Valores: enuncia pocos valores, que sean claros y con objetivos y límites, no con reglas detalladas.
- Responsabilidad: permite que todos los empleados piensen con responsabilidad y actúen con espíritu empresarial. No animes a la observancia de los planes.
- Autosuficiencia: otorga a los equipos libertad y espacio para actuar sin microgestionar.
- Organización: crea una red simple de equipos responsables de los resultados, no una pirámide centralizada y funcionalmente compartida.
- Clientes: alinea a todos los empleados con sus clientes; no con la jerarquía y las relaciones de poder.
- Transparencia: proporciona información pública y abierta, con el propósito de que los profesionales se autorregulen, no para limitar el acceso jerárquicamente o para permitir el poder de la información.

### Principios de gestión del desempeño
- Objetivos: establece objetivos para la mejora continua, no negocies compromisos de rendimiento fijo.
- Recompensa: recompensa el éxito mutuo basado en el rendimiento del equipo. No motives, ni alientes, las metas individuales.
- Planificación: plantea la práctica como un proceso continuo e integrado, no como un proceso anual planteado de arriba hacia abajo.
- Recursos: asígnalos cuando sea necesario y a quien sea necesario, no anualmente.
- Coordinación: coordina las coordenadas del mercado de forma dinámica, no durante ciclos de planificación.
- Control: básalos en indicadores relativos, tendencias y comparaciones entre el objetivo y lo conseguido en la realidad, no por medio de planes y desviaciones.

### Estudios de caso, Pioneras y asociaciones dentro de Beyond-Budgeting
Las Pioneras son compañías que han hecho la transición a una organización con principios y que son flexibles, descentralizadas y económicamente exitosas, siguiendo los doce principios del modelo Beyond Budgeting. Por lo general, esta transformación a Beyond Budgeting ya tuvo lugar antes del desarrollo del propio modelo Beyond Budgeting. Cada una de las empresas Pioneras desarrolló su propio modelo corporativo. 
Los pioneros del modelo Beyond Budgeting incluyen compañías como Aldi, dm-drogerie markt, Svenska Handelsbanken, WLGore, Semco, AES, Guardian Industries, Dell, Toyota, Southwest Airlines, Ahlsell, Ikea, Egon Zehnder International, Google, Centro de Vuelo, Herman Miller, Statoil, Whole Foods, Trisa, WM-Group, Schindlerhof y Resource Informatik.

## Grupos de interés

### Mesa Redonda Beyond Budgeting (BBRT)
Beyond Budgeting Round Table (BBRT)  se formó como un grupo de partes interesadas. El trabajo de BBRT tiene como objetivo mostrar cómo las empresas utilizan Beyond Budgeting para tener más éxito que por métodos tradicionales. En esta organización fue donde se describieron los doce principios rectores. 
Estos principios han sido desarrollados por la BBRT desde enero de 1998 y han continuado siendo apoyados hasta ahora. 
Entre 1998 y 2007, la BBRT contó con más de 150 miembros (la organización, sin ánimo de lucro, se financia principalmente a través de las cuotas de sus miembros), incluidas corporaciones y organizaciones públicas muy conocidas como Unilever, Statoil, el Banco Mundial, Wachovia, T-Online, UBS, Japanese Tabacco y otras organizaciones. La mayoría de las empresas miembro son de América del Norte y Europa. 

### Beyond Budgeting Transformation Network y la BetaCodex Network
Tras el retiro, a finales de 2007, de Robin Fraser, cofundador y director de la BBRT y padre intelectual del ala de transformación dentro de dicha organización, los restantes representantes del enfoque de transformación fundaron el movimiento de código abierto Beyond Budgeting Transformation Network (o BBTN) a principios de 2008. Con esta red, las empresas deben apoyar activamente la transición del modelo de gestión de gobierno y control a Beyond Budgeting. En 2009, la red pasó a llamarse BetaCodex Network: el modelo Beyond Budgeting ha sido denominado por la comunidad como el Beta Codex (Código Beta). 
Mientras que la BBRT continúa enfocándose en la investigación y el pensamiento, la Red BetaCodex busca crear una red de organizaciones de transformación y el desarrollo asociado de recursos y metodologías. 

## Desarrollo
Publicaciones recientes muestran la evolución de Beyond Budgeting hacia un enfoque holístico del gobierno corporativo y un cambio profundo en todas las organizaciones, como Niels Pfläging. Publicaciones adicionales publicadas en los últimos años confirman esta tendencia. Otras publicaciones muestran una transición del enfoque de mera guía de principios, a un enfoque de modelado, como en Negocios y administración - Preparado para el futuro - Cómo dominar el pronóstico de negocios, de Steve Morlidge y Steve Player (Wiley, 2009/2010). 

## Enlaces
- Gablers Wirtschaftslexikon. Beyond Budgeting
- Beyond Budgeting Round Table (BBRT)
- BetaCodex Network
- Jürgen H. Daum's Beyond Budgeting Info Center

- Datos: Q853207